# 白符駅

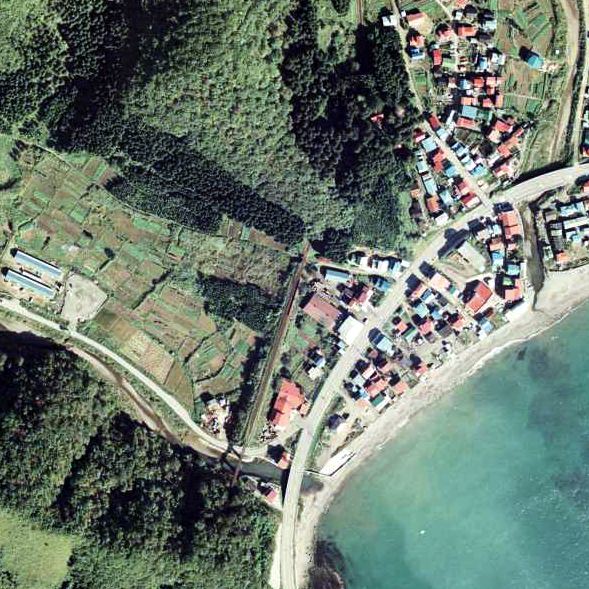
1976年の白符駅と周囲約500 m範囲。左が松前方面。木古内方のトンネルの手前、築堤上の海側に簡易ホームが確認できる。

白符駅（しらふえき）は、北海道（渡島支庁）松前郡福島町字白符にかつて設置されていた、北海道旅客鉄道（JR北海道）松前線の駅（廃駅）である。事務管理コードは▲141506。

## 歴史

### 年表
- 1957年（昭和32年）1月25日：日本国有鉄道（国鉄）松前線の渡島福島駅 - 渡島吉岡駅間に新設開業[2][3]。気動車の旅客のみ取扱う駅員無配置駅[4]。
- 1987年（昭和62年）4月1日：国鉄分割民営化に伴い、日本国有鉄道から北海道旅客鉄道（JR北海道）に継承[5]。
- 1988年（昭和63年）2月1日：松前線の全線廃止に伴い、廃駅となる[2][3]。

### 駅名の由来
当駅が所在した地名より。地名は、アイヌ語の「チロプ」（鳥の多い所）に由来するとされるがはっきりせず、以前この地に鷹が群棲しており、うち1羽の白鷹が群れの長であったらしいことから、「白符」は「白鷹」の意であるともされる。

## 駅構造
廃止時点で、単式ホーム1面1線を有する地上駅であった。ホームは、線路の東側（松前方面に向かって左手側）に存在した。
開業当時からの無人駅で、駅舎はなくアプローチ階段入口付近に待合所を有した。

## 利用状況
- 1981年度（昭和56年度）の1日当たりの乗降客数は65人[8]。

## 駅周辺
周囲よりも高い場所にあり、トンネルに挟まれていた。駅前には、水産加工場があった。
- 福島町チロップ館[7][9] - 福島町立白符小学校（2008年〈平成20年〉3月31日閉校[10]）跡[7]に設けられた地域歴史博物館[9]。校舎を展示施設として再活用している[9]。
- 白符簡易郵便局
- 国道228号 - 駅から東に約0.1 km[8]。

## 駅跡
2010年（平成22年）時点では駅関連施設は何も残っていないが、2012年（平成24年）時点では駅へのアプローチ階段と、道路橋の橋台が残存していた。駅の両端にあったトンネルは、コンクリートで塞がれている。

## 隣の駅
北海道旅客鉄道（JR北海道）
松前線
渡島福島駅 - 白符駅 - 渡島吉岡駅